# Ninja kornjače (2012.)
Ninja kornjače (eng. Teenage Mutant Ninja Turtles) američka je računalno animirana televizijska serija koja se počela emitirati 29. rujna 2012. na dječjem kanalu Nickelodeon. Ovo je treća animirana televizijska serija koja se temelji na istoimenoj franšizi, a ovog puta u produkciji Nickelodeon studija. 2. listopada 2012. i 26. veljače 2013. Nickelodeon je obnovio seriju za drugu i treću sezonu. Druga sezona svoju će premijeru doživjeti u rujnu 2013.
U Hrvatskoj, serija se počela emitirati 20. siječnja 2013. na Nickelodeonu.

## Radnja
Serija prati četiri brata tinejdžera (Leonardo, Donatello, Raphael, Michelangelo) u njihovoj borbi protiv zla. Priča počinje kada kornjače izađu po prvi put na površinu iz svoje skrivene jazbine u kanalizaciji, spremne suočiti se s neprijateljskim svijetom. Kroz borbu sa zlikovcima Ninje kornjače uče što je timski rad, kako se osloniti jedni na druge, ali i sami na sebe, kako se neprimjetno kretati i postati junak.

## Sezone
| Sezona | Sezona | Epizode | Izvorno emitiranje  | Izvorno emitiranje |
| Sezona | Sezona | Epizode | Premijera sezone    | Finale sezone      |
| ------ | ------ | ------- | ------------------- | ------------------ |
|        | 1      | 26      | 29. rujna 2012.     | 8. kolovoza 2013.  |
|        | 2      | 26      | 12. listopada 2013. | 26. rujna 2014.    |
|        | 3      | 26      | 4. listopada 2014.  | 27. rujna 2015.    |
|        | 4      | 26      | 25. listopada 2015. | 26. veljače 2017.  |
|        | 5      | 20      | 19. ožujka 2017.    | 12. studenog 2017. |

## Likovi

### Glavni
- Leonardo - Vođa Ninja kornjača. Nosi plavi povez i bori se s dvije katane. Svoje liderske fraze uzima iz svoje omiljene znanstveno fantastične animirane serije Svemirski heroji (parodija na Zvjezdane staze) što jako iritira njegovu braću. Njemu se sviđa Karai, ili se samo previše divi njezinoj ninja vještini. Njegova koža, u ovoj seriji je tamnija od njegove braće.
- Donatello - Najpametnija kornjača. Zaljubljen je u April O'Neil. Nosi ljubičasti povez i bori se sa štapom. Njegova braća ga stalno zadirkuju zbog toga što se zaljubio u April. U ovoj seriji Donatello je prikazan bez jednog zuba.
- Raphael - Raphael je najjača kornjača. Najlakše se razljuti. Nosi crveni povez i bori se s dva saija. Ima svog ljubimca kornjaču Spikea (u 2. sezoni Spike će mutirati i zvat će se Slash.) U ovoj seriji Raphael ima pukotinu u oblik munje na oklopu. Od 4. sezone sviđa mu se izvanzemaljka gušterica koju je prozvao Mona Lisa jer joj nije mogao zapamtiti ime.
- Michelangelo - Ljubitelj videoigara, šala i pizza. Nosi narančasti povez i bori se s dvije nunčake. U ovoj seriji Michelangelo je prikazan s pjegicama. Najneozbiljniji je u obitelji. Ima ljubimca koji je mutirana mačka koju je nazvao Sladoledna maca.
- April O'Neil - April O'Neil je 16-godišnja kći dr. Kirbyja O'Neila. April se sprijateljuje s Kornjačama nakon što Krangovi otmu nju i njenog oca. U epizodi "Majmunski mozgovi", Splinter otkrije da April ima posebnu duhovnu osjetljivost i nudi joj trening kako bi postala Kunoichi (ženski ninja), što je i prihvatila. Njezin trening kroz ostale epizode se isplatio i postaje sve bolji Kunoichi. Početkom 4. sezone April počinje učiti kako upravljati svojim telepatskim moćima.
- Hamato Yoshi/Splinter - Ninjutsu majstor. Hamato Yoshi mutira u čovjeka-štakora i preimenuje se u Splintera. U uvodnim epizodama "Uzdizanje kornjača 1. i 2. dio", Splinter otkriva kornjačama da je u svom životu kao Yoshi bio oženjen za Tang Shen i imao kćer po imenu Miwa, te da su poginule u požaru. Vrlo je zaštitnički nastrojen prema svojim sinovima, a ponekad i previše. Prema kraju 4. sezone Shredder ga ubije i Leonardo zauzima njegovu poziciju učitelja. Od tad se pokazuje Leonardu kao duh kako bi mu pomogao s problemima na koje nalazi.

### Ponavljajući
- Oroku Saki/Shredder - Jedan od glavnih antagonista u seriji i vođa Foot Klana. Opsjednut osvetom nad Splinterom i kornjačama. Odgovoran za obiteljsku tragediju Splintera. Prvi susret kornjača i njega dogodio se u epizodi "Dvoboj" u borbi u kojoj je dominirao nad njima, Shredder je gotovo ubio Leonarda, ali mutacija Xevera i Chris Bradforda je odvukla njegovu pažnju i dala kornjačama priliku za bijeg. U istoj epizodi je prikazano da Shredder ima psa po imenu Hachinko. Shredder je Karain otac što se vidi u epizodi "Nova djevojka u gradu."
- Krangovi -  Jedni od glavnih antagonista u seriji. Krangovi su izvanzemaljci iz Dimenzije X. Stvorili su mutagen i donijeli ga na Zemlju. Došli su na Zemlju kako bi je kolonizirali. Izgledaju poput mozga i koriste robotska tijela.
- Karai - 16-godišnji Kunoichi (ženski ninja) i Shredderova kći. Leonardo je nakratko bio zaljubljen u nju, ali je vidio da joj ne može vjerovati.
- Chris Bradford/Dogpound - Poznati majstor borilačkih vještina (izgleda poput Chucka Norrisa), i Shredderov sluga. Michaelangelo se htio sprijateljiti s njim, ali ispostavilo se da radi za Shreddera. Nakon doticaja s mutagenom mutirao je u psa-mutanta s bodljama na tijelu.
- Xever/Riboglavi - Bivši razbojnik s Brazilskih ulica, a nakon što mu je Shredder pomogao da izađe iz zatvora, postaje Shredderov pomoćnik. Nakon doticaja s mutagenom mutirao je u ribu-mutanta bez noga. Kasnije, Baxter Stockman mu je napravio mehaničke noge uz pomoć Krangove tehnologije.
- Baxter Stockman - Izumitelj koji se želi osvetiti tvrtki TCRI jer su mu dali otkaz. Sada radi za Shreddera.
- Zmija/Zmijokorov - Sitni kriminalac koji je radio za Krangove tako što je bio njihov vozač. Nakon doticaja s mutagenom mutirao je u biljku-mutanta.
- Vic/Paukogriz - Pohlepan i tvrdoglavi Njujorčanin koji je snimio kornjače telefonom i isprovocirao Raphaela. Nakon doticaja s mutagenom mutirao je u pauka-mutanta.
- Kožnoglavi - Krokodil koji je bio u vlasništvu jednog dječaka, sve dok njegovi roditelji nisu saznali za njega i bacili ga u kanalizaciju. Kasnije su ga Krangovi odveli u svojoj dimenziju, i eksperimentirali na njemu, te mutirali. Kožnoglavi na kraju bježi od Krangova i ukrade energetsku ćeliju koja pokreće portal između Krang dimenzije i Zemlje, te odlazi u kanalizaciju. Prijatelj je kornjačama, ali ponekad se ne može kontrolirati.
- Drobitelj/Timothy/Mutagen Man - Ljudski fan kornjača. Želi biti heroj poput kornjača. Kornjače ga smatraju smetalom.
- Dr. Victor Falco/Kralj štakora - Znanstvenik koji je eksperimentirao i pretvorio prijatelja u majmuna. U epizodi "Ja, Čudovište" Falco radi pokuse na štakorima i slučajno nešto pođe po krivu i postane Kralj štakora, te dobije moć da kontrolira sve štakore, uključujući i Splintera. Naredio je Splinteru da se bori protiv Kornjača, ali Splinter se oslobađa kontrole uma i porazi Kralja štakora.

## Videoigre
28. kolovoza 2013. bit će dostupna nova Activisionova videoigra s nazivom: Teenage Mutant Ninja Turtles: Out of the Shadows koja će biti dostupna na Xbox 360, PlayStation 3, i Microsoft Windows.

## Vanjske poveznice
- Službena stranica
- IMDb

| Država / Regija              | Kanal                                                 | Prvo emitiranje                                        | Naziv serije                                    |
| ---------------------------- | ----------------------------------------------------- | ------------------------------------------------------ | ----------------------------------------------- |
| SAD Kanada                   | Nickelodeon YTV                                       | 29. rujna 2012.                                        | Teenage Mutant Ninja Turtles                    |
| Ujedinjeno Kraljevstvo Irska | Nickelodeon UK Nickelodeon Irska Nicktoons UK & Irska | 30. rujna 2012.                                        | Teenage Mutant Ninja Turtles                    |
| Australija Novi Zeland       | Nickelodeon Australija Nickelodeon Novi Zeland        | 30. rujna 2012.                                        | Teenage Mutant Ninja Turtles                    |
| Francuska                    | Nickelodeon Francuska France 3 France 4               | 1. listopada 2012. 17. studenog 2012. 15. ožujka 2014. | Les Tortues Ninja                               |
| Italija                      | Nickelodeon Italija Italia 5                          | 7. studenog 2012. 17. Ožujka 2013.                     | Teenage Mutant Ninja Turtles - Tartarughe Ninja |
| Španjolska                   | Nickelodeon Španjolska                                | 10. studenog 2012.                                     | Las Tortugas Ninja                              |
| Brazil                       | Nickelodeon Brazil                                    | 12. studenog 2012.                                     | Tartarugas Ninja                                |
| Argentina                    | Nickelodeon Latinska Amerika                          | 12. studenog 2012.                                     | Tortugas Ninja                                  |
| Čile                         | Nickelodeon Latinska Amerika                          | 12. studenog 2012.                                     | Tortugas Ninja                                  |
| Kolumbija                    | Nickelodeon Latinska Amerika                          | 12. studenog 2012.                                     | Tortugas Ninja                                  |
| Kostarika                    | Nickelodeon Latinska Amerika                          | 12. studenog 2012.                                     | Tortugas Ninja                                  |
| Ekvador                      | Nickelodeon Latinska Amerika                          | 12. studenog 2012.                                     | Tortugas Ninja                                  |
| Honduras                     | Nickelodeon Latinska Amerika                          | 12. studenog 2012.                                     | Tortugas Ninja                                  |
| Meksiko                      | Nickelodeon Latinska Amerika                          | 12. studenog 2012.                                     | Tortugas Ninja                                  |
| Peru                         | Nickelodeon Latinska Amerika                          | 12. studenog 2012.                                     | Tortugas Ninja                                  |
| Panama                       | Nickelodeon Latinska Amerika                          | 12. studenog 2012.                                     | Tortugas Ninja                                  |
| Urugvaj                      | Nickelodeon Latinska Amerika                          | 12. studenog 2012.                                     | Tortugas Ninja                                  |
| Venezuela                    | Nickelodeon Latinska Amerika                          | 12. studenog 2012.                                     | Tortugas Ninja                                  |
| Dominikanska Republika       | Nickelodeon Latinska Amerika                          | 12. studenog 2012.                                     | Tortugas Ninja                                  |
| Rusija                       | Nickelodeon Rusija                                    | 25. studenog 2012.                                     | Черепашки-ниндзя                                |
| Turska                       | Nickelodeon Turska CNBC-e                             | 25. studenog 2012. 16. ožujka 2013.                    | Ninja kaplumbağalar                             |
| Grčka                        | Nickelodeon Grčka                                     | 18. studenog 2012.                                     | Χελωνονιντζάκια                                 |
| Južna Koreja                 | Nickelodeon Južna Koreja                              | 16. prosinca 2012.                                     | 돌연변이특공대 닌자 거북이                      |
| Belgija                      | Nickelodeon Belgija                                   | 17. prosinca 2012.                                     | Les Tortues Ninja                               |
| Njemačka                     | Nickelodeon Njemačka                                  | 5. siječnja 2013.                                      | Teenage Mutant Ninja Turtles                    |
| Hrvatska                     | Nickelodeon Hrvatska                                  | 18. siječnja 2013.                                     | Ninja kornjače                                  |
| Bosna i Hercegovina          | Nickelodeon Bosna Mini TV Nova TV                     | 1. prosinca 2012. 7. rujna 2013. 21. travanj 2014.     | Nindža Kornjače                                 |